# Эффект интервьюера
Эффект интервьюера (известный также как эффект руководителя) — в современной социологии все погрешности, которые связаны с влиянием интервьюера на качество получаемых от респондента данных.
Эффект интервьюера обычно определяется как "тенденция респондентов к изменению ответов в зависимости от закрепленных за респондентами интервьюеров".  Между тем специальные исследования показывают, что эффект интервьюера не сводится лишь к совокупности ответных смещений. Вопреки устоявшейся точке зрения, поле его конкретных проявлений значительно шире и включает в себя целый комплекс любых реакций респондентов на объективные и субъективные характеристики опрашивающих. Влияние интервьюера проявляется как в возникновении все большего количества социально желательных ответов опрашиваемых, так и в ослаблении их кооперативных установок, все более частом отсутствии ответов, снижении уровня информативности собираемых данных, изменении длительности интервью.

## История
С появлением первых массовых социологических опросов исследователи стали выражать тревогу по поводу ошибок, привносимых опрашивающими в результаты интервью. Однако до конца 1920-х - начала 1930-х годов никто не акцентировал внимание на таких ошибках. Первым научным исследованием на тему эффекта интервьюера можно считать работу С. Райса, опубликованную в 1929 г. В ней автор наглядно продемонстрировал опасность смещений, вызываемых личностью интервьюера, и привлек внимание к необходимости их нейтрализации.
Второй значительный всплеск интереса к обсуждаемой проблеме относится к 1970-м - началу 1980-х годов, когда эффекты интервьюера в социологических опросах после длительного периода относительного забвения вновь начинают привлекать к себе растущее внимание исследователей. 
Со второй половины 1990-х гг. временный спад исследовательской активности по проблеме эффекта интервьюера сменяется новым ростом внимания к ней, и вышедшая с тех пор специальная литература свидетельствует о том, что волна интереса к этой теме не прекращается.

## Проявление эффекта интервьюера
Эффект может проявляться, с одной стороны, в положительных аспектах интервью – способности расположить респондента к беседе и получить больше информации по изучаемой проблеме. Однако с другой стороны, эффект интервьюера может оказать значительное влияние на смещение ответов и репрезентативность данных социологического исследования.
Для объяснения эффекта интервьюера используется модель «социальной атрибуции». Согласно этой модели, респонденты приписывают своим интервьюерам определенные ценности и нормы, ожидания и установки, сконструированные на основе минимально доступной им в ходе опроса эмпирической информации. Источниками сведений являются социально-демографические характеристики опрашивающих (пол, возраст, этничность, а иногда социально-экономический статус и образование) и некоторые иные, связанные с ними признаки (внешность, речь, акцент, манеры). Эти характеристики служат респондентам своеобразными подсказками, сигнализирующими о характере ожиданий интервьюеров относительно приемлемого или допустимого вербального поведения. Пытаясь подстроиться под эти нормы и ожидания, опрашиваемые редактируют свои ответы с тем, чтобы избежать дискомфорта и тем самым защитить себя, управляя впечатлением, производимым на интервьюера.
Однако не только объективные, но и субъективные характеристики интервьюеров (их мнения, установки и ожидания) влияют на поведение респондентов и обусловливают конформный характер их ответов. Так, объяснения эффектов интервьюера базируются также на идеях и положениях, сформулированных в рамках теорий ингратиации, социальной желательности, самоконтроля и конформности.

### Разновидности эффекта интервьюера
Различают следующие типы эффектов интервьюера:
- прямые: связаны с интерпретативной деятельностью интервьюеров и прочими видами их спонтанного поведения (субъективное истолкование ответа, «формирование собственного текста», разного рода подсказки, комментарии и прочие дополнительные речевые включения спонтанного происхождения);

Отрицательными проявлениями прямого эффекта интервьюера являются, во-первых, избирательное восприятие, неправильное понимание и, следовательно, недостоверная фиксация ответов опрашиваемого (интервьюер истолковывает ответы с нечетко выраженной позицией как близкие его собственным убеждениям и в таком виде фиксирует ответ), а, во-вторых, «стереотип узнавания» — после нескольких проведенных опросов интервьюер приобретает уверенность в том, что он уже с первых ответов респондента понимает, к какому типу испытуемых тот относится, и как люди данной категории обычно отвечают на вопросы. При этом опять-таки интервьюер может фиксировать не столько то, что реально отвечает респондент, сколько то, что он заранее предполагал услышать.
- опосредованные: связаны с коммуникативной природой интервью и влиянием социально-демографических, психологических и поведенческих особенностей интервьюеров на процесс формирования ответов респондентами. Эффекты, вызываемые ингратиацией и самопрезентационными механизмами, неочевидны, а потому более опасны.[6] [7]

## Альтернативные точки зрения
Некоторые авторы считают, что смещения, связанные с влиянием интервьюеров, на самом деле настолько «скромны» и «тривиальны», что им вряд ли стоит уделять серьезное внимание. Поэтому в повседневной исследовательской практике эта опасность часто игнорируется. Многие исследователи исходят, как правило, из неявного допущения, что эффекта интервьюера не существует. Однако данный источник ошибки существенно влияет на объясненную дисперсию изучаемых переменных и обоснованность проводимых измерений. По данным экспериментального исследования Р. Туранжо, различия между интервьюерами в телефонном интервью «увеличили дисперсию выборочных оценок примерно на 50%». В персональном интервью этот показатель может оказаться намного выше.